# Parascolopsis baranesi
Parascolopsis baranesi är en fiskart som beskrevs av Russell och Golani, 1993. Parascolopsis baranesi ingår i släktet Parascolopsis och familjen Nemipteridae. Inga underarter finns listade i Catalogue of Life.